# Lista över fornlämningar i Södertälje kommun (Östertälje)
Lista över fornlämningar i Södertälje kommun (Östertälje) är en förteckning av ett urval av de fornlämningar som finns i Östertälje i Södertälje kommun.
| Namn                            | Lämningstyp                      | Tillkomsttid | Historisk indelning      | Plats | Läge                 | ID-nr          | Bild                                 |
| ------------------------------- | -------------------------------- | ------------ | ------------------------ | ----- | -------------------- | -------------- | ------------------------------------ |
| Östertälje 3:1                  | Gravfält                         |              | Östertälje, Södermanland |       | 59.178884, 17.686593 | 10012400030001 | Ladda upp en bild av detta fornminne |
| Östertälje 4:3                  | Hällristning                     |              | Östertälje, Södermanland |       | 59.177504, 17.687655 | 10012400040003 | Ladda upp en bild av detta fornminne |
| Östertälje 4:4                  | Hällristning                     |              | Östertälje, Södermanland |       | 59.177479, 17.687980 | 10012400040004 | Ladda upp en bild av detta fornminne |
| Östertälje 4:5                  | Hällristning                     |              | Östertälje, Södermanland |       | 59.177427, 17.687733 | 10012400040005 | Ladda upp en bild av detta fornminne |
| Östertälje 4:6                  | Hällristning                     |              | Östertälje, Södermanland |       | 59.177684, 17.687967 | 10012400040006 | Ladda upp en bild av detta fornminne |
| Östertälje 5:1                  | Grav- och boplatsområde          |              | Östertälje, Södermanland |       | 59.176682, 17.687733 | 10012400050001 | Ladda upp en bild av detta fornminne |
| Östertälje 6:1                  | Lägenhetsbebyggelse              |              | Östertälje, Södermanland |       | 59.177081, 17.688320 | 10012400060001 | Ladda upp en bild av detta fornminne |
| Krummeltorp (Östertälje 7:1)    | Lägenhetsbebyggelse              |              | Östertälje, Södermanland |       | 59.171856, 17.689580 | 10012400070001 | Ladda upp en bild av detta fornminne |
| Östertälje 8:1                  | Röse                             |              | Östertälje, Södermanland |       | 59.172713, 17.688873 | 10012400080001 | Ladda upp en bild av detta fornminne |
| Östertälje 8:2                  | Röse                             |              | Östertälje, Södermanland |       | 59.172827, 17.689859 | 10012400080002 | Ladda upp en bild av detta fornminne |
| Östertälje 8:3                  | Stensättning                     |              | Östertälje, Södermanland |       | 59.173261, 17.690285 | 10012400080003 | Ladda upp en bild av detta fornminne |
| Östertälje 9:1                  | Stensättning                     |              | Östertälje, Södermanland |       | 59.173106, 17.679941 | 10012400090001 | Ladda upp en bild av detta fornminne |
| Östertälje 10:1                 | Stensättning                     |              | Östertälje, Södermanland |       | 59.172992, 17.680984 | 10012400100001 | Ladda upp en bild av detta fornminne |
| Östertälje 11:1                 | Gravfält                         |              | Östertälje, Södermanland |       | 59.180986, 17.666171 | 10012400110001 | Ladda upp en bild av detta fornminne |
| Östertälje 12:1                 | Hög                              |              | Östertälje, Södermanland |       | 59.180097, 17.666660 | 10012400120001 | Ladda upp en bild av detta fornminne |
| Östertälje 13:1                 | Gravfält                         |              | Östertälje, Södermanland |       | 59.178442, 17.668387 | 10012400130001 | Ladda upp en bild av detta fornminne |
| Östertälje 13:2                 | Hällristning                     |              | Östertälje, Södermanland |       | 59.178376, 17.669128 | 10012400130002 | Ladda upp en bild av detta fornminne |
| Östertälje 14:1                 | Gravfält                         |              | Östertälje, Södermanland |       | 59.179355, 17.670599 | 10012400140001 | Ladda upp en bild av detta fornminne |
| Östertälje 17:1                 | Gravfält                         |              | Östertälje, Södermanland |       | 59.175578, 17.674878 | 10012400170001 | Ladda upp en bild av detta fornminne |
| Östertälje 20:1                 | Gravfält                         |              | Östertälje, Södermanland |       | 59.187541, 17.668403 | 10012400200001 | Ladda upp en bild av detta fornminne |
| Östertälje 25:1                 | Röse                             |              | Östertälje, Södermanland |       | 59.187024, 17.676378 | 10012400250001 | Ladda upp en bild av detta fornminne |
| Östertälje 25:2                 | Stensättning                     |              | Östertälje, Södermanland |       | 59.187152, 17.676228 | 10012400250002 | Ladda upp en bild av detta fornminne |
| Östertälje 26:1                 | Röse                             |              | Östertälje, Södermanland |       | 59.185990, 17.677739 | 10012400260001 | Ladda upp en bild av detta fornminne |
| Östertälje 27:1                 | Röse                             |              | Östertälje, Södermanland |       | 59.186821, 17.678589 | 10012400270001 | Ladda upp en bild av detta fornminne |
| Östertälje 28:1                 | Röse                             |              | Östertälje, Södermanland |       | 59.186101, 17.681209 | 10012400280001 | Ladda upp en bild av detta fornminne |
| Östertälje 30:1                 | Stensättning                     |              | Östertälje, Södermanland |       | 59.187492, 17.689894 | 10012400300001 | Ladda upp en bild av detta fornminne |
| Östertälje 31:1                 | Stensättning                     |              | Östertälje, Södermanland |       | 59.182743, 17.692852 | 10012400310001 | Ladda upp en bild av detta fornminne |
| Östertälje 32:1                 | Grav- och boplatsområde          |              | Östertälje, Södermanland |       | 59.181412, 17.692168 | 10012400320001 | Ladda upp en bild av detta fornminne |
| Östertälje 34:1                 | Stensättning                     |              | Östertälje, Södermanland |       | 59.179576, 17.693256 | 10012400340001 | Ladda upp en bild av detta fornminne |
| Östertälje 35:1                 | Hög                              |              | Östertälje, Södermanland |       | 59.182113, 17.665702 | 10012400350001 | Ladda upp en bild av detta fornminne |
| Östertälje 35:2                 | Stensättning                     |              | Östertälje, Södermanland |       | 59.182044, 17.666118 | 10012400350002 | Ladda upp en bild av detta fornminne |
| Östertälje 35:3                 | Stensättning                     |              | Östertälje, Södermanland |       | 59.181813, 17.665371 | 10012400350003 | Ladda upp en bild av detta fornminne |
| Östertälje 36:1                 | Hög                              |              | Östertälje, Södermanland |       | 59.183065, 17.665106 | 10012400360001 | Ladda upp en bild av detta fornminne |
| Östertälje 41:1                 | Röse                             |              | Östertälje, Södermanland |       | 59.189578, 17.673070 | 10012400410001 | Ladda upp en bild av detta fornminne |
| Östertälje 43:1                 | Stensättning                     |              | Östertälje, Södermanland |       | 59.190247, 17.687595 | 10012400430001 | Ladda upp en bild av detta fornminne |
| Östertälje 46:1                 | Stensättning                     |              | Östertälje, Södermanland |       | 59.188289, 17.688853 | 10012400460001 | Ladda upp en bild av detta fornminne |
| Östertälje 48:1                 | Stensättning                     |              | Östertälje, Södermanland |       | 59.195204, 17.689871 | 10012400480001 | Ladda upp en bild av detta fornminne |
| Östertälje 49:1                 | Stensättning                     |              | Östertälje, Södermanland |       | 59.198172, 17.684425 | 10012400490001 | Ladda upp en bild av detta fornminne |
| Östertälje 49:2                 | Stensättning                     |              | Östertälje, Södermanland |       | 59.197969, 17.684251 | 10012400490002 | Ladda upp en bild av detta fornminne |
| Östertälje 52:1                 | Stensättning                     |              | Östertälje, Södermanland |       | 59.171523, 17.741654 | 10012400520001 | Ladda upp en bild av detta fornminne |
| Östertälje 53:1                 | Stensättning                     |              | Östertälje, Södermanland |       | 59.179929, 17.694795 | 10012400530001 | Ladda upp en bild av detta fornminne |
| Östertälje 53:2                 | Stensättning                     |              | Östertälje, Södermanland |       | 59.180401, 17.695190 | 10012400530002 | Ladda upp en bild av detta fornminne |
| Östertälje 57:1                 | Stensättning                     |              | Östertälje, Södermanland |       | 59.175924, 17.702815 | 10012400570001 | Ladda upp en bild av detta fornminne |
| Östertälje 58:1                 | Gravfält                         |              | Östertälje, Södermanland |       | 59.175797, 17.705354 | 10012400580001 | Ladda upp en bild av detta fornminne |
| Östertälje 59:1                 | Stensättning                     |              | Östertälje, Södermanland |       | 59.172116, 17.719254 | 10012400590001 | Ladda upp en bild av detta fornminne |
| Östertälje 59:2                 | Stensättning                     |              | Östertälje, Södermanland |       | 59.172059, 17.719478 | 10012400590002 | Ladda upp en bild av detta fornminne |
| Östertälje 59:3                 | Stensättning                     |              | Östertälje, Södermanland |       | 59.172081, 17.719794 | 10012400590003 | Ladda upp en bild av detta fornminne |
| Östertälje 59:4                 | Stenkrets                        |              | Östertälje, Södermanland |       | 59.172171, 17.720376 | 10012400590004 | Ladda upp en bild av detta fornminne |
| Östertälje 60:1                 | Stensättning                     |              | Östertälje, Södermanland |       | 59.172075, 17.718360 | 10012400600001 | Ladda upp en bild av detta fornminne |
| Östertälje 60:2                 | Stensättning                     |              | Östertälje, Södermanland |       | 59.172199, 17.717877 | 10012400600002 | Ladda upp en bild av detta fornminne |
| Östertälje 61:1                 | Röse                             |              | Östertälje, Södermanland |       | 59.170901, 17.707889 | 10012400610001 | Ladda upp en bild av detta fornminne |
| Östertälje 62:1                 | Stensättning                     |              | Östertälje, Södermanland |       | 59.172019, 17.701497 | 10012400620001 | Ladda upp en bild av detta fornminne |
| Östertälje 63:1                 | Stensättning                     |              | Östertälje, Södermanland |       | 59.173328, 17.700415 | 10012400630001 | Ladda upp en bild av detta fornminne |
| Östertälje 64:1                 | Gravfält                         |              | Östertälje, Södermanland |       | 59.178477, 17.698746 | 10012400640001 | Ladda upp en bild av detta fornminne |
| Östertälje 67:1                 | Stensättning                     |              | Östertälje, Södermanland |       | 59.179760, 17.697814 | 10012400670001 | Ladda upp en bild av detta fornminne |
| Östertälje 68:1                 | Stensättning                     |              | Östertälje, Södermanland |       | 59.180508, 17.695942 | 10012400680001 | Ladda upp en bild av detta fornminne |
| Östertälje 69:1                 | Stensättning                     |              | Östertälje, Södermanland |       | 59.180963, 17.697862 | 10012400690001 | Ladda upp en bild av detta fornminne |
| Östertälje 69:2                 | Stensättning                     |              | Östertälje, Södermanland |       | 59.180827, 17.697977 | 10012400690002 | Ladda upp en bild av detta fornminne |
| Östertälje 69:3                 | Stensättning                     |              | Östertälje, Södermanland |       | 59.180402, 17.697552 | 10012400690003 | Ladda upp en bild av detta fornminne |
| Östertälje 70:1                 | Stensättning                     |              | Östertälje, Södermanland |       | 59.169597, 17.728015 | 10012400700001 | Ladda upp en bild av detta fornminne |
| Östertälje 70:2                 | Stensättning                     |              | Östertälje, Södermanland |       | 59.169582, 17.727822 | 10012400700002 | Ladda upp en bild av detta fornminne |
| Östertälje 70:3                 | Stensättning                     |              | Östertälje, Södermanland |       | 59.169575, 17.727664 | 10012400700003 | Ladda upp en bild av detta fornminne |
| Östertälje 71:1                 | Gravfält                         |              | Östertälje, Södermanland |       | 59.169976, 17.729201 | 10012400710001 | Ladda upp en bild av detta fornminne |
| Östertälje 72:1                 | Grav- och boplatsområde          |              | Östertälje, Södermanland |       | 59.170774, 17.736596 | 10012400720001 | Ladda upp en bild av detta fornminne |
| Östertälje 73:1                 | Gravfält                         |              | Östertälje, Södermanland |       | 59.170076, 17.734214 | 10012400730001 | Ladda upp en bild av detta fornminne |
| Östertälje 76:1                 | Gravfält                         |              | Östertälje, Södermanland |       | 59.172378, 17.739735 | 10012400760001 | Ladda upp en bild av detta fornminne |
| Östertälje 77:1                 | Röse                             |              | Östertälje, Södermanland |       | 59.173188, 17.739967 | 10012400770001 | Ladda upp en bild av detta fornminne |
| Östertälje 77:2                 | Stensättning                     |              | Östertälje, Södermanland |       | 59.173556, 17.739457 | 10012400770002 | Ladda upp en bild av detta fornminne |
| Östertälje 77:3                 | Röse                             |              | Östertälje, Södermanland |       | 59.173511, 17.738725 | 10012400770003 | Ladda upp en bild av detta fornminne |
| Östertälje 80:1                 | Stensättning                     |              | Östertälje, Södermanland |       | 59.172062, 17.735802 | 10012400800001 | Ladda upp en bild av detta fornminne |
| Östertälje 81:1                 | Stensättning                     |              | Östertälje, Södermanland |       | 59.171648, 17.735436 | 10012400810001 | Ladda upp en bild av detta fornminne |
| Östertälje 83:1                 | Stensättning                     |              | Östertälje, Södermanland |       | 59.172408, 17.725007 | 10012400830001 | Ladda upp en bild av detta fornminne |
| Östertälje 84:1                 | Stensättning                     |              | Östertälje, Södermanland |       | 59.172902, 17.727413 | 10012400840001 | Ladda upp en bild av detta fornminne |
| Östertälje 85:1                 | Hög                              |              | Östertälje, Södermanland |       | 59.174899, 17.712024 | 10012400850001 | Ladda upp en bild av detta fornminne |
| Östertälje 85:2                 | Stensättning                     |              | Östertälje, Södermanland |       | 59.174889, 17.711810 | 10012400850002 | Ladda upp en bild av detta fornminne |
| Östertälje 87:1                 | Stensättning                     |              | Östertälje, Södermanland |       | 59.164872, 17.709792 | 10012400870001 | Ladda upp en bild av detta fornminne |
| Östertälje 88:1                 | Röse                             |              | Östertälje, Södermanland |       | 59.165439, 17.705592 | 10012400880001 | Ladda upp en bild av detta fornminne |
| Östertälje 88:2                 | Stensättning                     |              | Östertälje, Södermanland |       | 59.165507, 17.705875 | 10012400880002 | Ladda upp en bild av detta fornminne |
| Östertälje 88:3                 | Röse                             |              | Östertälje, Södermanland |       | 59.165344, 17.705918 | 10012400880003 | Ladda upp en bild av detta fornminne |
| Östertälje 90:1                 | Stensättning                     |              | Östertälje, Södermanland |       | 59.167504, 17.721987 | 10012400900001 | Ladda upp en bild av detta fornminne |
| Östertälje 91:1                 | Stensättning                     |              | Östertälje, Södermanland |       | 59.167862, 17.720888 | 10012400910001 | Ladda upp en bild av detta fornminne |
| Östertälje 93:1                 | Stensättning                     |              | Östertälje, Södermanland |       | 59.168407, 17.714413 | 10012400930001 | Ladda upp en bild av detta fornminne |
| Östertälje 94:1                 | Stensättning                     |              | Östertälje, Södermanland |       | 59.168812, 17.713719 | 10012400940001 | Ladda upp en bild av detta fornminne |
| Östertälje 95:1                 | Stensättning                     |              | Östertälje, Södermanland |       | 59.168783, 17.710832 | 10012400950001 | Ladda upp en bild av detta fornminne |
| Östertälje 95:2                 | Hällristning                     |              | Östertälje, Södermanland |       | 59.168543, 17.710679 | 10012400950002 | Ladda upp en bild av detta fornminne |
| Östertälje 96:1                 | Hällristning                     |              | Östertälje, Södermanland |       | 59.167342, 17.709283 | 10012400960001 | Ladda upp en bild av detta fornminne |
| Östertälje 96:2                 | Hällristning                     |              | Östertälje, Södermanland |       | 59.167602, 17.708758 | 10012400960002 | Ladda upp en bild av detta fornminne |
| Östertälje 100:1                | Hällristning                     |              | Östertälje, Södermanland |       | 59.165588, 17.721071 | 10012401000001 | Ladda upp en bild av detta fornminne |
| Östertälje 101:3                | Stensättning                     |              | Östertälje, Södermanland |       | 59.164539, 17.722049 | 10012401010003 | Ladda upp en bild av detta fornminne |
| Östertälje 103:1                | Gravfält                         |              | Östertälje, Södermanland |       | 59.164161, 17.726699 | 10012401030001 | Ladda upp en bild av detta fornminne |
| Östertälje 104:1                | Röse                             |              | Östertälje, Södermanland |       | 59.164563, 17.719236 | 10012401040001 | Ladda upp en bild av detta fornminne |
| Östertälje 107:1                | Hällristning                     |              | Östertälje, Södermanland |       | 59.160901, 17.712869 | 10012401070001 | Ladda upp en bild av detta fornminne |
| Östertälje 109:1                | Stensättning                     |              | Östertälje, Södermanland |       | 59.162177, 17.712243 | 10012401090001 | Ladda upp en bild av detta fornminne |
| Östertälje 110:1                | Gravfält                         |              | Östertälje, Södermanland |       | 59.162129, 17.713141 | 10012401100001 | Ladda upp en bild av detta fornminne |
| Östertälje 111:1                | Stensättning                     |              | Östertälje, Södermanland |       | 59.163015, 17.709108 | 10012401110001 | Ladda upp en bild av detta fornminne |
| Östertälje 111:2                | Stensättning                     |              | Östertälje, Södermanland |       | 59.163010, 17.708862 | 10012401110002 | Ladda upp en bild av detta fornminne |
| Östertälje 113:1                | Stensättning                     |              | Östertälje, Södermanland |       | 59.162976, 17.710470 | 10012401130001 | Ladda upp en bild av detta fornminne |
| Östertälje 113:2                | Hällristning                     |              | Östertälje, Södermanland |       | 59.162981, 17.710173 | 10012401130002 | Ladda upp en bild av detta fornminne |
| Östertälje 113:3                | Hällristning                     |              | Östertälje, Södermanland |       | 59.162962, 17.710719 | 10012401130003 | Ladda upp en bild av detta fornminne |
| Östertälje 114:1                | Gravfält                         |              | Östertälje, Södermanland |       | 59.162903, 17.706695 | 10012401140001 | Ladda upp en bild av detta fornminne |
| Östertälje 119:1                | Röse                             |              | Östertälje, Södermanland |       | 59.166585, 17.698135 | 10012401190001 | Ladda upp en bild av detta fornminne |
| Östertälje 119:2                | Stensättning                     |              | Östertälje, Södermanland |       | 59.166333, 17.698208 | 10012401190002 | Ladda upp en bild av detta fornminne |
| Östertälje 122:1                | Röse                             |              | Östertälje, Södermanland |       | 59.166015, 17.701986 | 10012401220001 | Ladda upp en bild av detta fornminne |
| Östertälje 125:1                | Stensättning                     |              | Östertälje, Södermanland |       | 59.163903, 17.704052 | 10012401250001 | Ladda upp en bild av detta fornminne |
| Östertälje 128:1                | Stensättning                     |              | Östertälje, Södermanland |       | 59.164530, 17.696880 | 10012401280001 | Ladda upp en bild av detta fornminne |
| Östertälje 128:2                | Stensättning                     |              | Östertälje, Södermanland |       | 59.164252, 17.696882 | 10012401280002 | Ladda upp en bild av detta fornminne |
| Fruåker (Östertälje 129:1)      | Gravfält                         |              | Östertälje, Södermanland |       | 59.164869, 17.689914 | 10012401290001 | Ladda upp en bild av detta fornminne |
| Östertälje 134:1                | Gravfält                         |              | Östertälje, Södermanland |       | 59.160495, 17.694021 | 10012401340001 | Ladda upp en bild av detta fornminne |
| Östertälje 135:1                | Röse                             |              | Östertälje, Södermanland |       | 59.158112, 17.684736 | 10012401350001 | Ladda upp en bild av detta fornminne |
| Östertälje 137:1                | Stensättning                     |              | Östertälje, Södermanland |       | 59.162337, 17.733859 | 10012401370001 | Ladda upp en bild av detta fornminne |
| Östertälje 139:1                | Röse                             |              | Östertälje, Södermanland |       | 59.157332, 17.734258 | 10012401390001 | Ladda upp en bild av detta fornminne |
| Östertälje 142:1                | Stensättning                     |              | Östertälje, Södermanland |       | 59.159079, 17.683381 | 10012401420001 | Ladda upp en bild av detta fornminne |
| Östertälje 144:1                | Röse                             |              | Östertälje, Södermanland |       | 59.154436, 17.681088 | 10012401440001 | Ladda upp en bild av detta fornminne |
| Östertälje 145:1                | Röse                             |              | Östertälje, Södermanland |       | 59.153984, 17.681237 | 10012401450001 | Ladda upp en bild av detta fornminne |
| Östertälje 145:2                | Röse                             |              | Östertälje, Södermanland |       | 59.153889, 17.681581 | 10012401450002 | Ladda upp en bild av detta fornminne |
| Östertälje 148:1                | Gravfält                         |              | Östertälje, Södermanland |       | 59.158748, 17.677890 | 10012401480001 | Ladda upp en bild av detta fornminne |
| Östertälje 149:1                | Gravfält                         |              | Östertälje, Södermanland |       | 59.161512, 17.685370 | 10012401490001 | Ladda upp en bild av detta fornminne |
| Östertälje 150:1                | Gravfält                         |              | Östertälje, Södermanland |       | 59.165454, 17.669414 | 10012401500001 | Ladda upp en bild av detta fornminne |
| Östertälje 152:1                | Gravfält                         |              | Östertälje, Södermanland |       | 59.167009, 17.679253 | 10012401520001 | Ladda upp en bild av detta fornminne |
| Östertälje 154:1                | Stensättning                     |              | Östertälje, Södermanland |       | 59.166561, 17.687918 | 10012401540001 | Ladda upp en bild av detta fornminne |
| Östertälje 155:1                | Stensättning                     |              | Östertälje, Södermanland |       | 59.166195, 17.699565 | 10012401550001 | Ladda upp en bild av detta fornminne |
| Östertälje 156:1                | Röse                             |              | Östertälje, Södermanland |       | 59.171264, 17.703957 | 10012401560001 | Ladda upp en bild av detta fornminne |
| Östertälje 159:1                | Stensättning                     |              | Östertälje, Södermanland |       | 59.174275, 17.701181 | 10012401590001 | Ladda upp en bild av detta fornminne |
| Östertälje 161:1                | Fornborg                         |              | Östertälje, Södermanland |       | 59.201742, 17.698959 | 10012401610001 | Ladda upp en bild av detta fornminne |
| Ryska borgen (Östertälje 162:1) | Fornborg                         |              | Östertälje, Södermanland |       | 59.192201, 17.704567 | 10012401620001 | Ladda upp en bild av detta fornminne |
| Östertälje 163:1                | Gravfält                         |              | Östertälje, Södermanland |       | 59.204198, 17.692642 | 10012401630001 | Ladda upp en bild av detta fornminne |
| Östertälje 168:1                | Stensättning                     |              | Östertälje, Södermanland |       | 59.192042, 17.689537 | 10012401680001 | Ladda upp en bild av detta fornminne |
| Östertälje 170:1                | Stensättning                     |              | Östertälje, Södermanland |       | 59.190501, 17.691126 | 10012401700001 | Ladda upp en bild av detta fornminne |
| Östertälje 170:2                | Stensättning                     |              | Östertälje, Södermanland |       | 59.190120, 17.691350 | 10012401700002 | Ladda upp en bild av detta fornminne |
| Östertälje 170:4                | Stensättning                     |              | Östertälje, Södermanland |       | 59.190381, 17.691928 | 10012401700004 | Ladda upp en bild av detta fornminne |
| Östertälje 170:5                | Stensättning                     |              | Östertälje, Södermanland |       | 59.190298, 17.691855 | 10012401700005 | Ladda upp en bild av detta fornminne |
| Östertälje 171:1                | Gravfält                         |              | Östertälje, Södermanland |       | 59.193690, 17.688819 | 10012401710001 | Ladda upp en bild av detta fornminne |
| Östertälje 172:1                | Gravfält                         |              | Östertälje, Södermanland |       | 59.197407, 17.679826 | 10012401720001 | Ladda upp en bild av detta fornminne |
| Östertälje 172:3                | Hällristning                     |              | Östertälje, Södermanland |       | 59.196628, 17.679965 | 10012401720003 | Ladda upp en bild av detta fornminne |
| Östertälje 172:4                | Hällristning                     |              | Östertälje, Södermanland |       | 59.196628, 17.679965 | 10012401720004 | Ladda upp en bild av detta fornminne |
| Östertälje 172:5                | Hällristning                     |              | Östertälje, Södermanland |       | 59.196628, 17.679965 | 10012401720005 | Ladda upp en bild av detta fornminne |
| Östertälje 174:1                | Hällristning                     |              | Östertälje, Södermanland |       | 59.176934, 17.686569 | 10012401740001 | Ladda upp en bild av detta fornminne |
| Östertälje 180:1                | Hällristning                     |              | Östertälje, Södermanland |       | 59.169465, 17.730312 | 10012401800001 | Ladda upp en bild av detta fornminne |
| Östertälje 181:1                | Hällristning                     |              | Östertälje, Södermanland |       | 59.169592, 17.731774 | 10012401810001 | Ladda upp en bild av detta fornminne |
| Östertälje 182:1                | Hällristning                     |              | Östertälje, Södermanland |       | 59.169834, 17.732451 | 10012401820001 | Ladda upp en bild av detta fornminne |
| Östertälje 183:1                | Stensättning                     |              | Östertälje, Södermanland |       | 59.198767, 17.688434 | 10012401830001 | Ladda upp en bild av detta fornminne |
| Östertälje 183:2                | Stensättning                     |              | Östertälje, Södermanland |       | 59.198899, 17.688585 | 10012401830002 | Ladda upp en bild av detta fornminne |
| Östertälje 184:1                | Hällristning                     |              | Östertälje, Södermanland |       | 59.176292, 17.691816 | 10012401840001 | Ladda upp en bild av detta fornminne |
| Östertälje 186:1                | Hällristning                     |              | Östertälje, Södermanland |       | 59.176212, 17.683136 | 10012401860001 | Ladda upp en bild av detta fornminne |
| Östertälje 187:1                | Hällristning                     |              | Östertälje, Södermanland |       | 59.171446, 17.723239 | 10012401870001 | Ladda upp en bild av detta fornminne |
| Östertälje 187:2                | Hällristning                     |              | Östertälje, Södermanland |       | 59.171606, 17.722776 | 10012401870002 | Ladda upp en bild av detta fornminne |
| Östertälje 187:3                | Stensättning                     |              | Östertälje, Södermanland |       | 59.171558, 17.722983 | 10012401870003 | Ladda upp en bild av detta fornminne |
| Östertälje 187:5                | Stensättning                     |              | Östertälje, Södermanland |       | 59.171814, 17.722651 | 10012401870005 | Ladda upp en bild av detta fornminne |
| Östertälje 187:6                | Stensättning                     |              | Östertälje, Södermanland |       | 59.171719, 17.722796 | 10012401870006 | Ladda upp en bild av detta fornminne |
| Östertälje 187:7                | Hällristning                     |              | Östertälje, Södermanland |       | 59.171675, 17.722556 | 10012401870007 | Ladda upp en bild av detta fornminne |
| Östertälje 187:8                | Stensättning                     |              | Östertälje, Södermanland |       | 59.171475, 17.722790 | 10012401870008 | Ladda upp en bild av detta fornminne |
| Östertälje 189:1                | Hällristning                     |              | Östertälje, Södermanland |       | 59.178135, 17.687946 | 10012401890001 | Ladda upp en bild av detta fornminne |
| Östertälje 190:1                | Stensättning                     |              | Östertälje, Södermanland |       | 59.178642, 17.688014 | 10012401900001 | Ladda upp en bild av detta fornminne |
| Östertälje 191:1                | Hällristning                     |              | Östertälje, Södermanland |       | 59.171415, 17.724129 | 10012401910001 | Ladda upp en bild av detta fornminne |
| Östertälje 192:1                | Hällristning                     |              | Östertälje, Södermanland |       | 59.169575, 17.723449 | 10012401920001 | Ladda upp en bild av detta fornminne |
| Östertälje 193:1                | Hällristning                     |              | Östertälje, Södermanland |       | 59.163919, 17.696321 | 10012401930001 | Ladda upp en bild av detta fornminne |
| Östertälje 193:2                | Hällristning                     |              | Östertälje, Södermanland |       | 59.164245, 17.696147 | 10012401930002 | Ladda upp en bild av detta fornminne |
| Östertälje 195:1                | Hällristning                     |              | Östertälje, Södermanland |       | 59.162444, 17.706532 | 10012401950001 | Ladda upp en bild av detta fornminne |
| Östertälje 196:2                | Hällristning                     |              | Östertälje, Södermanland |       | 59.161507, 17.707094 | 10012401960002 | Ladda upp en bild av detta fornminne |
| Östertälje 197:1                | Hällristning                     |              | Östertälje, Södermanland |       | 59.163069, 17.706117 | 10012401970001 | Ladda upp en bild av detta fornminne |
| Östertälje 198:1                | Hällristning                     |              | Östertälje, Södermanland |       | 59.162261, 17.691993 | 10012401980001 | Ladda upp en bild av detta fornminne |
| Östertälje 199:1                | Hällristning                     |              | Östertälje, Södermanland |       | 59.162345, 17.710626 | 10012401990001 | Ladda upp en bild av detta fornminne |
| Östertälje 199:2                | Hällristning                     |              | Östertälje, Södermanland |       | 59.162306, 17.710550 | 10012401990002 | Ladda upp en bild av detta fornminne |
| Östertälje 199:3                | Hällristning                     |              | Östertälje, Södermanland |       | 59.162421, 17.710567 | 10012401990003 | Ladda upp en bild av detta fornminne |
| Östertälje 199:4                | Hällristning                     |              | Östertälje, Södermanland |       | 59.162439, 17.710495 | 10012401990004 | Ladda upp en bild av detta fornminne |
| Östertälje 199:5                | Hällristning                     |              | Östertälje, Södermanland |       | 59.162426, 17.710417 | 10012401990005 | Ladda upp en bild av detta fornminne |
| Östertälje 200:1                | Hällristning                     |              | Östertälje, Södermanland |       | 59.162246, 17.710673 | 10012402000001 | Ladda upp en bild av detta fornminne |
| Östertälje 201:1                | Hällristning                     |              | Östertälje, Södermanland |       | 59.160580, 17.713900 | 10012402010001 | Ladda upp en bild av detta fornminne |
| Östertälje 201:2                | Hällristning                     |              | Östertälje, Södermanland |       | 59.160560, 17.713784 | 10012402010002 | Ladda upp en bild av detta fornminne |
| Östertälje 201:3                | Hällristning                     |              | Östertälje, Södermanland |       | 59.160592, 17.713682 | 10012402010003 | Ladda upp en bild av detta fornminne |
| Östertälje 201:4                | Hällristning                     |              | Östertälje, Södermanland |       | 59.160544, 17.713626 | 10012402010004 | Ladda upp en bild av detta fornminne |
| Östertälje 202:1                | Hällristning                     |              | Östertälje, Södermanland |       | 59.167735, 17.701471 | 10012402020001 | Ladda upp en bild av detta fornminne |
| Östertälje 205:1                | Stensättning                     |              | Östertälje, Södermanland |       | 59.165358, 17.701494 | 10012402050001 | Ladda upp en bild av detta fornminne |
| Östertälje 206:1                | Hällristning                     |              | Östertälje, Södermanland |       | 59.189340, 17.692453 | 10012402060001 | Ladda upp en bild av detta fornminne |
| Åkerlösa (Östertälje 209:1)     | Lägenhetsbebyggelse              |              | Östertälje, Södermanland |       | 59.167601, 17.708274 | 10012402090001 | Ladda upp en bild av detta fornminne |
| Östertälje 210:1                | Stensättning                     |              | Östertälje, Södermanland |       | 59.165879, 17.700281 | 10012402100001 | Ladda upp en bild av detta fornminne |
| Östertälje 212:1                | Stensättning                     |              | Östertälje, Södermanland |       | 59.172400, 17.699001 | 10012402120001 | Ladda upp en bild av detta fornminne |
| Östertälje 215:1                | Stensättning                     |              | Östertälje, Södermanland |       | 59.163262, 17.733041 | 10012402150001 | Ladda upp en bild av detta fornminne |
| Östertälje 216:1                | Husgrund, förhistorisk/medeltida |              | Östertälje, Södermanland |       | 59.178302, 17.691460 | 10012402160001 | Ladda upp en bild av detta fornminne |
| Östertälje 216:2                | Husgrund, förhistorisk/medeltida |              | Östertälje, Södermanland |       | 59.178398, 17.691028 | 10012402160002 | Ladda upp en bild av detta fornminne |
| Östertälje 216:6                | Röse                             |              | Östertälje, Södermanland |       | 59.178196, 17.691006 | 10012402160006 | Ladda upp en bild av detta fornminne |
| Östertälje 217:3                | Hällristning                     |              | Östertälje, Södermanland |       | 59.177807, 17.691969 | 10012402170003 | Ladda upp en bild av detta fornminne |
| Östertälje 235:1                | Stensättning                     |              | Östertälje, Södermanland |       | 59.185157, 17.677571 | 10012402350001 | Ladda upp en bild av detta fornminne |
| Östertälje 243:1                | Hällristning                     |              | Östertälje, Södermanland |       | 59.189567, 17.694152 | 10012402430001 | Ladda upp en bild av detta fornminne |
| Östertälje 244:1                | Hällristning                     |              | Östertälje, Södermanland |       | 59.178760, 17.697636 | 10012402440001 | Ladda upp en bild av detta fornminne |
| Östertälje 249:1                | Grav- och boplatsområde          |              | Östertälje, Södermanland |       | 59.197995, 17.678861 | 10012402490001 | Ladda upp en bild av detta fornminne |
| Östertälje 252:2                | Husgrund, historisk tid          |              | Östertälje, Södermanland |       | 59.200864, 17.674516 | 10012402520002 | Ladda upp en bild av detta fornminne |
| Östertälje 259:1                | Stensättning                     |              | Östertälje, Södermanland |       | 59.188905, 17.694642 | 10012402590001 | Ladda upp en bild av detta fornminne |
| Östertälje 259:2                | Stensättning                     |              | Östertälje, Södermanland |       | 59.189048, 17.694498 | 10012402590002 | Ladda upp en bild av detta fornminne |
| Östertälje 268:1                | Hällristning                     |              | Östertälje, Södermanland |       | 59.161853, 17.714120 | 10012402680001 | Ladda upp en bild av detta fornminne |
| Östertälje 268:2                | Hällristning                     |              | Östertälje, Södermanland |       | 59.161992, 17.713609 | 10012402680002 | Ladda upp en bild av detta fornminne |
| Östertälje 269:1                | Hällristning                     |              | Östertälje, Södermanland |       | 59.162302, 17.712999 | 10012402690001 | Ladda upp en bild av detta fornminne |
| Östertälje 269:2                | Hällristning                     |              | Östertälje, Södermanland |       | 59.162244, 17.712745 | 10012402690002 | Ladda upp en bild av detta fornminne |
| Östertälje 270:1                | Hällristning                     |              | Östertälje, Södermanland |       | 59.160928, 17.711237 | 10012402700001 | Ladda upp en bild av detta fornminne |
| Östertälje 271:1                | Hällristning                     |              | Östertälje, Södermanland |       | 59.163752, 17.702993 | 10012402710001 | Ladda upp en bild av detta fornminne |
| Östertälje 273:1                | Hällristning                     |              | Östertälje, Södermanland |       | 59.162769, 17.707388 | 10012402730001 | Ladda upp en bild av detta fornminne |
| Östertälje 274:1                | Hällristning                     |              | Östertälje, Södermanland |       | 59.170333, 17.735038 | 10012402740001 | Ladda upp en bild av detta fornminne |
| Östertälje 274:2                | Hällristning                     |              | Östertälje, Södermanland |       | 59.170322, 17.735076 | 10012402740002 | Ladda upp en bild av detta fornminne |
| Östertälje 306                  | Hällristning                     |              | Östertälje, Södermanland |       | 59.168137, 17.719339 | 12000000002964 | Ladda upp en bild av detta fornminne |
| Östertälje 317                  | Stensättning                     |              | Östertälje, Södermanland |       | 59.181230, 17.689972 | 12000000084142 | Ladda upp en bild av detta fornminne |
| Östertälje 318                  | Hällristning                     |              | Östertälje, Södermanland |       | 59.181371, 17.689652 | 12000000084143 | Ladda upp en bild av detta fornminne |